# Ovida
Ovida, Obida ou Odiva  († 481/482) est un fonctionnaire de l'Empire romain d'Occident. Probablement d'origine gothique,, Ovida est un comes au service de l'empereur (de jure) Julius Nepos et gouverne la province romaine de Dalmatie, menacée par les Barbares.
En 480, peut-être en accord avec le « roi d'Italie » Odoacre et l'ancien empereur romain Glycère, Ovida assassine Julius Nepos dans son palais de Salone et, prenant la tête des troupes romaines de Dalmatie, cherche à se tailler un petit État dans la région. Mais, l'année d'après, Odoacre, voulant faire revivre l'antique unité italo-dalmate, déclara la guerre à Ovida, envahit la Dalmatie et, selon Cassiodore, le fit prisonnier et le tua de sa propre main (His conss. Odovacar in Dalmatiis Odivam vincit et perimit : Chron. 1309, s.a.481).